# Dichaetomyia fasciventris
Dichaetomyia fasciventris este o specie de muște din genul Dichaetomyia, familia Muscidae, descrisă de Malloch în anul 1930. Conform Catalogue of Life specia Dichaetomyia fasciventris nu are subspecii cunoscute.